# Candide (opereta)
Candide es una opereta cómica compuesta por Leonard Bernstein en el año 1956, basada en la novela homónima de Voltaire. La opereta se representó por vez primera en el año 1956 con un libreto de Lillian Hellman. Del texto se han hecho numerosas versiones, pero desde el año 1974 se representa solamente con el libreto de Hugh Wheeler, que es más fiel a la novela de Voltaire. 

## Historia
Candide fue originalmente concebida por Lillian Hellman como una obra con música incidental en el estilo de su obra precedente, The Lark. Bernstein, sin embargo, se interesó tanto por la idea que convenció a Hellman para hacerla como una "opereta cómica"; ella entonces escribió el libreto original para la opereta. Muchos letristas intervinieron en el espectáculo: primero James Agee (cuyo trabajo al final no se usó), luego Dorothy Parker, John Latouche y Richard Wilbur. Además, las letras de "I Am Easily Assimilated" las hicieron Leonard y Felicia Bernstein, y Hellman escribió las palabras de "Eldorado". Hershy Kay orquestó todo salvo la obertura, que hizo el propio Bernstein.
Candide se estrenó en Broadway como un musical el 1 de diciembre de 1956. Dirigieron la producción Tyrone Guthrie y Samuel Krachmalnick. Los escenarios y vestuario fueron diseñados por Oliver Smith e Irene Sharaff, respectivamente. Fue coreografiada por Anna Sokolow. Lo interpretaron Robert Rounseville como Cándido, Barbara Cook como Cunégonde, Max Adrian como el doctor Pangloss, e Irra Petina como la Anciana. Esta producción fue un desastre de taquilla, y solo estuvo en cartel dos meses con un total de 73 representaciones. El libreto de Hellman fue criticado en un artículo de The New York Times por ser demasiado serio:

Cuando Voltaire es irónico y tibio, [Hellman] es explícita y vigorosa. Cuando él da golpes rápidos como el rayo, ella da puñetazos. Allí donde él es diabólico, [ella] es humanitaria... el libreto... parece demasiado serio para el brío y el burlón lirismo de la partitura de Leonard Bernstein que, sin ser estrictamente del siglo XVIII, mantiene, con su alegre pastiche de estilos y formas pasadas, una cualidad de época.

La primera producción londinense se estrenó en el Teatro Saville de la Shaftesbury Avenue el 30 de abril de 1959 (después de interpretarse por breve tiempo en el New Theatre, Oxford y el teatro de ópera de Mánchester). Esta producción usó el libreto de Lillian Hellman con un crédito adicional "ayudada por Michael Stewart", y fue dirigido por Robert Lewis con coreografía de Jack Cole. En el reparto estaban Denis Quilley como Candide, Mary Costa como Cunegonde, Laurence Naismith como Dr. Pangloss y Edith Coates como la Vieja Dama. Tuvo 60 representciones.

### Revisiones
El espectáculo se repuso en Broadway con la dirección de Harold Prince. Lillian Hellman no permitió que se usara su libreto en la reposición, de manera que Prince encargó un nuevo guion de un acto a Hugh Wheeler. El único elemento que se conservó del libro de Hellman fue el nombre que se inventó para el hermano de Cunegonde: "Maximilian", pues este personaje permanece sin nombre en la novela de Voltaire. Esta versión de 105 minutos, que omite alrededor de la mitad de los números musicales, fue conocida como la "versión de Chelsea", y se estrenó en 1973 en el Chelsea Theater Center de Robert Kalfin en la Academia de Música de Brooklyn, antes de trasladarse a Broadway en 1974 donde se representó durante alrededor de dos años.
En respuesta a peticiones de compañías de ópera para una versión más legítima, el espectáculo fue ampliado sobre la base del libro de Wheeler. La "versión para teatro de ópera" en dos actos contiene la mayor parte de la música de Bernstein, incluyendo algunas canciones que no se orquestaron para la producción original. Se estrenó en la New York City Opera en 1982 bajo la dirección de Prince y tuvo 34 representaciones.
En 1988, momento en el que Hellman había muerto, Bernstein empezó a trabajar con John Mauceri, por entonces director de la Ópera escocesa, para producir una versión que expresara sus deseos finales en relación con Candide. Wheeler murió antes de poder trabajar de nuevo en el texto e implicaron a John Wells.  El nuevo espectáculo se estrenó por la Ópera escocesa con el crédito "Adaptado para la Ópera escocesa por John Wells y John Mauceri".  Después de que Bernstein viese los ensayos finales y el estreno en Glasgow, decidió que era hora de que el propio compositor reexaminara Candide. Tomando como base la versión de la Ópera escocesa, hizo cambios en la orquestación, cambió el orden de los números en el segundo acto y alteró el final de varios números. Bernstein entonces dirigió y grabó lo que él llamó su "versión revisada final" con Jerry Hadley como Candide, June Anderson como Cunegonde, Christa Ludwig como la Vieja Dama y Adolph Green como Dr. Pangloss.  Deutsche Grammophon lanzó un DVD (2006, 147 min.), en sonido surround 5.0, de la grabación del 13 de diciembre de 1989 en el Barbican Centre de Londres, con un extra prólogo en video y epílogo del compositor y un texto impreso "Bernstein and Voltaire" por el colaborador John Wells explicando lo que Bernstein quería en esta versión revisada final. 
Diez años más tarde (1999), cuando el Real Teatro Nacional en el Reino Unido decidió producir Candide, pareció necesaria otra revisión, y el libreto de Wheeler fue reescrito por John Caird. Este libro se ciñó más al texto original de Voltaire que ninguna otra versión previa. Las canciones permanecieron en gran medida como Bernstein pretendía. Es la llamada "versión RNT".
Aunque no tuvo éxito en su estreno, Candide ha superado actualmente la reacción poco entusiasta de los primeros públicos y críticos. Es muy popular entre las principales escuelas de música como un espectáculo de estudiantes debido a la calidad de su música y las oportunidades que ofrece a los estudiantes de canto. En los teatros de ópera se representa poco; en las estadísticas de Operabase Archivado el 14 de mayo de 2017 en Wayback Machine. aparece la n.º 114 de las óperas representadas en 2005-2010, siendo la 2.ª en Estados Unidos y la primera de Bernstein, con 29 representaciones en el período (en la estadística no se menciona West Side Story).

### Obertura
La obertura de Candide pronto ganó un lugar aparte en el repertorio orquestal. Después de una exitosa representación de concierto el 26 de enero de 1957, por la Orquesta Filarmónica de Nueva York bajo la batuta del propio compositor, pronto se hizo popular y fue interpretado por cerca de otro centenar de orquestas dentro de los dos años siguientes. Desde entonces, se ha convertido en una de las composiciones orquestales interpretada más frecuentemente por un compositor estadounidense del siglo XX; en 1987, fue la pieza más interpretada de música de concierto de Bernstein.

## Números musicales
Esta lista procede de la "versión final revisada" de Bernstein, grabada en 1989.
| Acto I - Obertura - Westphalia Chorale - Life Is Happiness Indeed - The Best of All Possible Worlds - Universal Good - Oh, Happy We - It Must Be So (Meditación de Candide) - Westphalia - Battle Music - Candide's Lament - Dear Boy - Auto-da-fé (What a day) - Candide Begins His Travels; It Must Be Me (Segunda meditación) - The Paris Waltz - Glitter and Be Gay - You Were Dead, You Know - I Am Easily Assimilated (Tango de la Vieja Dama) - Quartet Finale | Act II - Universal Good - My Love - We Are Women - The Pilgrim's Procession - Alleluia - Quiet - Introduction To Eldorado - The Ballad Of Eldorado - Words, Words, Words - Bon Voyage - The Kings' Barcarolle - Money, Money, Money - What's the Use? - The Venice Gavotte - Nothing More Than This - Universal Good - Make Our Garden Grow |

## Grabaciones
Hay una grabación de Candide para Deutsche Grammophon dirigida por el propio Bernstein en 1990, con el coro y Orquesta Sinfónica de Londres y siendo los principales intérpretes: Jerry Hadley (Candide), June Anderson (Cunegonde), Adolph Green (Dr. Pangloss / Martin), Christa Ludwig (Anciana), Nicolai Gedda (Gobernador / Vanderdendur / Ragotski), Kurt Ollmann (Maximilian / Capitán), Della Jones (Paquette), John Treleaven (Alquimista / Inquisidor / Sultán Achmet / Crook), Richard Suart (Chatarrero / Inquisidor / Rey Hermann Augustus), Clive Bayley (Vendedor de cerveza / Inquisidor / Tsar Ivan), Neil Jenkins (Vendedor de productos cosméticos / Inquisidor / Príncipe Charles Edward) y Lindsay Benson (Doctor / Inquisidor / Rey Stanislaus).